# Pablo Shorey
Pablo Enrique Shorey Hernández (ur. 4 grudnia 1983) – kubański zapaśnik w stylu klasycznym. Olimpijczyk z Londynu 2012, gdzie zajął siódme miejsce w kategorii 84 kg.
Srebrny i brązowy medalista mistrzostw świata. Największym jego sukcesem jest wicemistrzostwo świata w 2010 roku w Moskwie w kategorii do 84 kg. Rok wcześniej, w Herning, startując w tej samej kategorii, zajął 3. miejsce. Złoto na igrzyskach panamerykańskich w 2011. Sześć medali mistrzostw panamerykańskich, złoto w 2006, 2010, 2011 i 2014. Triumfator igrzysk Ameryki Środkowej i Karaibów w 2014. Czwarty w Pucharze Świata w 2010; piąty w 2009 i dziewiąty w 2011 roku.